# Pulau Mungkur
Pulau Mungkur is een bestuurslaag in het regentschap Kuantan Singingi van de provincie Riau, Indonesië. Pulau Mungkur telt 2080 inwoners (volkstelling 2010).